# Векманн, Яков
Яков Векманн (нем. Jacob Weckmann, 1643, Дрезден, Саксония — 1686, Лейпциг, Саксония) — немецкий органист, композитор.

## Биография
Родился в Дрездене в 1643 году. Учился на стипендию саксонского двора в Вюртемберге. C 1672 года до своей смерти в органистом Церкви Св. Фомы в Лейпциге. Был сыном (возможно, незаконным) композитора и органиста Маттиаса Векманна.
Автор двух вокальных концертов/кантат.

## Произведения
- Кантата Wenn der Herr die Gefangnen (ранее приписывалась Маттиасу Векману)
- 126 псалом для четырёхголосного хора

## Публикации
Weckmann, Jacob. Wenn der Herr die Gefangnen. Leinfelden-Echterdingen. Carus Verlag. 1963. ISBN M-007-02119-1

## Записи
Deutsche Kantaten des Frühbarock. Collegium Musicum Plagense. Heiligenberger Barockorchester. Дирижёр — L.G.Frieberger. Christophorus, 1991.